# ブフナー漏斗

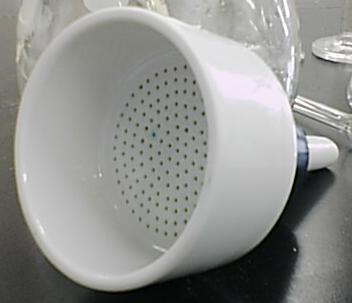
ブフナー漏斗

ブフナー漏斗 (ブフナーろうと、英: Büchner funnel) とは、減圧ろ過を行う時に使う漏斗である。ドイツの化学者エドゥアルト・ブフナーが発明したと間違われているが、エルンスト・ビュヒナー(1850 –1924)が発明者である。つまり、生化学者の Buchner と発明者の Büchner が取り違えられて、ブフナー漏斗と呼ばれるようになった。よって、本来はビュヒナー漏斗と呼ばれるべきものである。ドイツ語の Nutsche より ヌッチェ とも呼ばれるが、ヌーチェ が原音により忠実である。磁製または硝子製でろ過面に多数の孔があり、そこにろ紙を折らずに載せて吸引ビンからポンプで空気を抜きながらろ過を行う。
目皿（めざら）は小さな穴が多数あけられた円形のガラス製の板で、普通の漏斗と組み合わせ、ブフナー漏斗と同様に使われる。各部を分離できるため洗浄が容易である。